# Cerinthe major
Cerinthe major là loài thực vật có hoa trong họ Mồ hôi. Loài này được L. mô tả khoa học đầu tiên năm 1753.